# Obsessió
L'obsessió és una idea, paraula o imatge persistent que s'imposa amb independència de la voluntat i que només amb dificultat pot ésser desarrelada de la ment.
Entre les diferents menes d'obsessions, a més de les intel·lectuals, hi ha les impulsives (l'obsés és portat a fer un acte, com ara rentar-se les mans ràpidament) i les inhibidores (enfront de certs objectes o actes).
Acompanyada de plena consciència, l'obsessió és pròpia de diverses neurosis i constitueix un dels símptomes típics de la psicoastènia.

## Malalties

### Trastorn obsessivocompulsiu
El trastorn obsessivocompulsiu és una malaltia mental.
La seva prevalença és lleugerament superior en la població femenina (en una relació aproximadament d'1,1 dones per 1 home) i tendeix a exacerbar-se quan baixen els nivells d'estrògens (període premenstrual i postpart). Encara que pot aparèixer des de la infància, en la dona acostuma a manifestar-se a partir dels vint anys, precedit per esdeveniments vitals desfavorables i es manifesta en crisi episòdiques amb oscil·lacions d'intensitat. En l'home acostuma a aparèixer més precoçment però de forma insidiosa i té un curs més continu. S'observa que acostuma a presentar-se en persones de rang intel·lectual mitjà-alt i amb un estat civil de solteria, per lo estranys que els resulten als altres i lo difícil que, de vegades, és la convivència amb ells.